# Бугарска азбука
Бугарска азбука или ћирилица (буг. българскa азбука) је ћирилична азбука која се користи у бугарском језику. Настала је од старословенске азбуке и има 30 слова. Последњи пут је стандардизована 1945. године.

## Историја
Бугарски језик је био први писмени словенски језик. Појављује се у писаној форми током 9. века у глагољици, која је постепено замењена са раном верзијом ћирилице. Крајем 18. века руска верзија грађанске ћирилице Петра Великог је био модификована за бугарски језик, што је била последица утицаја увоза штампаних књига из Русије. Током 19. века постојала је више верзија Бугарске азбуке, садржавајући између 28 и 44 слова. 1870. године, Марин Дринов је предложио верзију азбуке са 32 слова, која широко прихваћена. Овај верзија је остала у употреби све до правописне реформе 1945. године када су слова Ѣ и Ѫ уклоњена из бугарског писма.

## Азбука
Бугарска азбука има 30 слова. Поред звукова представљеним посебним словима (међу којима је карактеристичан полуглас ъ) бугарски користи диграфе дж и дз за представљање звукова [ʤ] и [ʣ]. Поред овога, користе се и стара слова Я, Ю и Щ за двогласе "ја", "ју" и "шт" (што бугарски разликује од руског и осталих источнословенских језика, где Щ готово увек даје умекло слово "ш"), као и "кратко и" Й за глас "ј".  Слово Ь нема фонетску вредност и користи се само у средини речи да означи меки сугласник испред О.
| А а | Б б | В в | Г г | Д д | Е е | Ж ж | З з | И и | Й й |
| К к | Л л | М м | Н н | О о | П п | Р р | С с | Т т | У у |
| Ф ф | Х х | Ц ц | Ч ч | Ш ш | Щ щ | Ъ ъ | Ь ь | Ю ю | Я я |